# Nods (Doubs)
Nods foi uma comuna francesa na região administrativa de Borgonha-Franco-Condado, no departamento de Doubs. Estendia-se por uma área de 11,78 km². Em 2010 a comuna tinha 1 582 habitantes (densidade: 134,3 hab./km²).
Em 1 de janeiro de 2016, passou a fazer parte da nova comuna de Les Premiers-Sapins.